# Јанделсбрун
Јанделсбрун (њем. Jandelsbrunn) општина је у њемачкој савезној држави Баварска. Једно је од 25 општинских средишта округа Фрејунг-Графенау. Према процјени из 2010. у општини је живјело 3.349 становника. Посједује регионалну шифру (AGS) 9272129.

## Географски и демографски подаци
Јанделсбрун се налази у савезној држави Баварска у округу Фрејунг-Графенау. Општина се налази на надморској висини од 657 метара. Површина општине износи 42,4 km². У самом мјесту је, према процјени из 2010. године, живјело 3.349 становника. Просјечна густина становништва износи 79 становника/km².